# Урожайное (Первомайский район)
Урожа́йное (до 1948 года Буза́в-Актачи́; укр. Урожайне, крымскотат. Buzav Aqtaçı, Бузав Акътачы) — исчезнувшее село в Первомайском районе Республики Крым, располагавшееся на юго-западе района, в степной части Крыма, примерно в 1,5 километрах западнее современного села Сусанино.

### Динамика численности населения

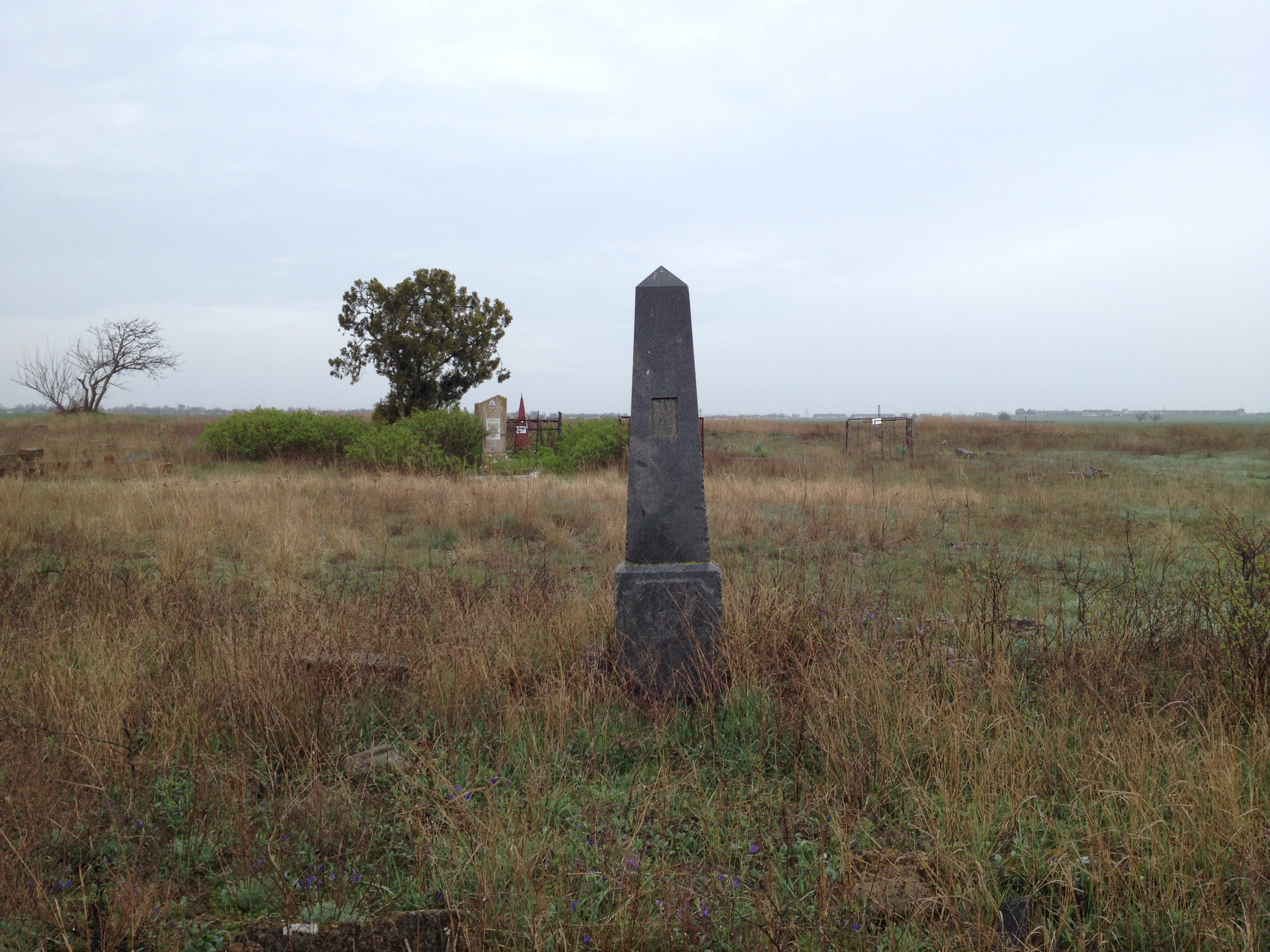
Кладбище исчезнувшего села

| - 1805 год — 75 чел. - 1864 год — 83 чел. - 1889 год — 29 чел. - 1892 год — 132 чел. | - 1900 год — 180 чел. - 1915 год — 63/85 чел. - 1926 год — 71 чел. |

## История
Первое документальное упоминание села встречается в Камеральном Описании Крыма… 1784 года, судя по которому, в последний период Крымского ханства Безак Актатжи входил в Каракуртский кадылык Бахчисарайского каймаканства. После присоединения Крыма к России (8) 19 апреля 1783 года, (8) 19 февраля 1784 года, именным указом Екатерины II сенату, на территории бывшего Крымского ханства была образована Таврическая область и деревня была приписана к Евпаторийскому уезду. После павловских реформ, с 1796 по 1802 год входила в Акмечетский уезд Новороссийской губернии. По новому административному делению, после создания 8 (20) октября 1802 года Таврической губернии, Бузав-Актачи был включён в состав Урчукской волости Евпаторийского уезда.
По Ведомости о волостях и селениях, в Евпаторийском уезде с показанием числа дворов и душ… от 19 апреля 1806 года в деревне Бузав-Актачи числилось 15 дворов и 75 жителей, исключительно крымских татар. На военно-топографической карте генерал-майора Мухина 1817 года деревня Бузав актачи обозначена с 16 дворами. После реформы волостного деления 1829 года деревня, согласно «Ведомости о казённых волостях Таврической губернии 1829 года» осталась в составе Урчукской волости. На карте 1836 года в деревне 20 дворов, как и на карте 1842 года.
В 1860-х годах, после земской реформы Александра II, деревню приписали к Абузларской волости. В «Списке населённых мест Таврической губернии по сведениям 1864 года», составленном по результатам VIII ревизии 1864 года, Бузав-Актачи — владельческая татарская деревня, с 12 дворами, 83 жителями и мечетью при колодцахъ. По обследованиям профессора А. Н. Козловского 1867 года, вода в колодцах деревни была пресная, а их глубина достигала 21—26 саженей (44—54 м). На трехверстовой карте Шуберта 1865—1876 года в деревне Бузав-Актачи обозначено 12 дворов. Согласно «Памятной книжке Таврической губернии за 1867 год», деревня была покинута жителями в 1860—1864 годах, в результате эмиграции крымских татар, особенно массовой после Крымской войны 1853—1856 годов, в Турцию и вновь заселена татарами. В «Памятной книге Таврической губернии 1889 года», по результатам Х ревизии 1887 года, в деревне Бузав-Актачи числилось 5 дворов и 29 жителей.
Согласно энциклопедическому словарю «Немцы России», в 1888 году крымскими немцами меннонитами на 1350 десятинах земли было основано поселение Этингербрунн (Ettingerbrunn) (при этом, «Меннонитский исторический атлас» отождествляет Этингербрунн с Сарыбашем). В русских документах новое название не использовалось. Согласно «…Памятной книжке Таврической губернии на 1892 год», в деревне Бузав-Актачи, входившей в Биюк-Кабанский участок, числилось 132 жителя в 9 домохозяйствах.
Земская реформа 1890-х годов в Евпаторийском уезде прошла после 1892 года, в результате Бузав-Актачи, Биюк-Бузав и Кучук-Бузав приписали к Коджанбакской волости.
По «…Памятной книжке Таврической губернии на 1900 год» в деревнях, составлявших Бузавское сельское общество, числилось вместе 180 жителей в 32 дворах. На 1914 год в селении действовала меннонитская школа грамоты. По Статистическому справочнику Таврической губернии. Ч.II-я. Статистический очерк, выпуск пятый Евпаторийский уезд, 1915 год, в селе Бузав-Актачи Коджамбакской волости Евпаторийского уезда числилось 7 дворов (все дворы с землёй) с немецким населением в количестве 63 человека приписных жителей и 85 — «посторонних», из которых 105 мужчин и 43 женщины. Жители владели 1250 десятинами удобной земли. В хозяйствах имелось 40 лошадей, 128 волов, 42 коровы и 28 голов мелкого скота. Согласно списку 1915 года «…русских подданных из австрийских, венгерских или германских выходцев» землевладельцев, опубликованном в газете «Таврические губернские ведомости» в апреле 1915 года, при деревне Бузав-Актачи значились наследники Германа и Абрама Ремпель, владевшие 141 и 236 десятинами земли соответственно. Также 141 дес. владела Файст Мария Генриховна и 33 дес. — Фридрихсен Анна Петровна.
После установления в Крыму Советской власти, по постановлению Крымревкома от 8 января 1921 года № 206 «Об изменении административных границ» была упразднена волостная система и в составе Евпаторийского уезда был образован Бакальский район, в который включили село, а в 1922 году уезды получили название округов. 11 октября 1923 года, согласно постановлению ВЦИК, в административное деление Крымской АССР были внесены изменения, в результате которых округа были отменены, Бакальский район упразднён и село вошло в состав Евпаторийского района. Согласно Списку населённых пунктов Крымской АССР по Всесоюзной переписи 17 декабря 1926 года, в селе Бузав-Актачи, Биюк-Бузавского сельсовета Евпаторийского района, числилось 20 дворов, все крестьянские, население составляло 71 человек, из них 58 немцев, 12 русских, 1 записан в графе «прочие», действовала немецкая школа. Постановлением ВЦИК РСФСР от 30 октября 1930 года был создан Фрайдорфский еврейский национальный район (переименованный указом Президиума Верховного Совета РСФСР № 621/6 от 14 декабря 1944 года в Новосёловский) (по другим данным 15 сентября 1931 года) Бузав-Актачи включили в его состав. Вскоре после начала Великой Отечественной войны, 18 августа 1941 года крымские немцы были выселены, сначала в Ставропольский край, а затем в Сибирь и северный Казахстан. В сентябре — октябре 1941 года, во время обороны Крыма, у села был создан аэродром, на котором базировались истребители «Фрайдорфской» авиационной группы ВВС Черноморского флота.
С 25 июня 1946 года селение в составе Крымской области РСФСР. Указом Президиума Верховного Совета РСФСР от 18 мая 1948 года, Бузав-Актачи переименовали в Урожайное. 25 июля 1953 года Новоселовский район был упразднен и село включили в состав Первомайского. 26 апреля 1954 года Крымская область была передана из состава РСФСР в состав УССР. Время включения в Сусанинский сельсовет пока не установлено: на 15 июня 1960 года село уже числилось в его составе. Ликвидировано между 1 июня 1977 года (на эту дату село ещё числилось в составе совета) и 1985 годом (в перечнях административно-территориальных изменений после этой даты не упоминается).